# Научно-энергетический модуль
Нау́чно-энергети́ческий мо́дуль (НЭМ или НЭМ-1; индекс изделия — 372ПЗ21) — планируемый (на 2027 год) базовый модуль Российской орбитальной космической станции (РОС); изначально — как один из модулей для МКС. Предназначен для проведения научных экспериментов, обеспечения национальной станции электроэнергией и обеспечения станции дополнительными средствами управления.

## Хронология разработки
- 30 октября 2012 года РКК «Энергия» выиграла конкурс на контракт на создание НЭМ-1, оставив позади единственного конкурента — Центр им. Хруничева. Сумма контракта составила 15,15 миллиарда рублей. Согласно техническому заданию, опубликованному на сайте госзакупок, срок службы модуля должен составлять не менее 17 лет, из которых два года — срок хранения и подготовки к запуску, а 15 лет — срок работы в составе российского сегмента МКС. Согласно условиям контракта, модуль НЭМ-1 должен быть построен до конца ноября 2015 года. 5 декабря 2012 начальник управления пилотируемых программ "Роскосмоса" Алексей Краснов сообщил СМИ, что в госкорпорации рассчитывают, что НЭМ-1 будет выведен на орбиту в конце 2016 года[7].
- 2015 год — принят эскизный проект НЭМ.

В РКЦ «Прогресс» (Самара) был создан корпус герметичного отсека статического макета НЭМ, который в октябре 2016 года был доставлен в РКК «Энергия», для статических и ресурсных испытаний. После пристыковки его к секции негерметичного отсека, установки на него кронштейнов, переходников и другого оборудования, макет планируется передать на испытания в «ЦНИИмаш», для дальнейших испытаний, которые запланированы на начало 2017 года.
Сборка лётного корпуса началась в сентябре 2017 года, до 2019 года будут собраны только ключевые элементы (вследствие этого придётся производить доработку модуля, а также следить за опытом включения МЛМ «Наука» и УМ «Причал» в состав МКС, для оптимизации этих работ на Научно-энергетическом модуле
27 апреля 2018 года в РКК «Энергия» сообщили, что их сотрудники совместно с представителями Института медико-биологических проблем Российской академии наук (ИМБП РАН) и Центра подготовки космонавтов имени Ю. А. Гагарина завершили эксперимент по моделированию бортовой деятельности экипажа в эргономическом макете Научно-энергетического модуля. В ходе эксперимента, который проводился 24 и 26 апреля, был смоделирован рабочий день экипажа из трех человек: имитировались ручной режим стыковки с грузовым кораблём, работа с научной аппаратурой, техническое обслуживание и ремонт модуля.
9 июня 2018 «Роскосмос» сообщил, что НЭМ прошел статические испытания герметичного и негерметичного корпусов модуля на прочность в Центре прочности ЦНИИмаш. В ходе статических испытаний на специальных стендах воспроизводились воздействия, которым новый модуль подвергнется в ходе транспортировки до места старта, запуска на ракете, полета к станции и орбитальной эксплуатации. Согласно программе, ресурсные испытания обоих корпусов модуля НЭМ будут продолжаться еще несколько месяцев.
В дальнейшем на макете планируется проводить экспериментальную отработку бортовых инструкций и методик по этому модулю, а также документации по интеграции его в Российский сегмент МКС. Оценка эргономики будет проводиться уже на следующем этапе создания НЭМ — на лётном изделии.
- 25 июня 2019 года успешно завершились зачётные ресурсные испытания герметичного отсека НЭМ, разрабатываемого в РКК «Энергия». Испытания, проведённые в «ЦНИИмаш», подтвердили соответствие герметичного корпуса НЭМа требованиям технического задания, по которому срок орбитальной эксплуатации модуля составляет 15 лет. В конце февраля с положительным результатом завершились ресурсные испытания негерметичного отсека модуля. Статические испытания герметичного и негерметичного корпусов модуля также подтвердили их соответствие требованиям по прочности.[12]
- 8 апреля 2021 года глава «Роскосмоса» Дмитрий Рогозин в соцсетях разместил видео сборки макета герметичного отсека НЭМ в 439 цехе РКК «Энергия»[13]. 20 апреля Рогозин сообщил, что НЭМ, предназначавшийся для МКС, станет первым модулем новой российской орбитальной станции РОСС и соответственно будет переработан; его запуск ожидается в 2025 году[14][15][16][17]. В отличие от первоначального варианта для МКС, новый НЭМ будет более «самостоятельным» в вопросах ориентации в пространстве, энергетики и систем жизнеобеспечения[18].
- 23 апреля 2021 года руководитель полета российского сегмента  МКС, первый заместитель генконструктора по летной эксплуатации, испытаниям ракетно-космических комплексов и систем РКК «Энергия» Владимир Соловьев сообщил СМИ, что НЭМ будут запускать к российской орбитальной служебной станции на ракете-носителе «Ангара-А5» с космодрома Восточный. На переделку НЭМ потребуется 1,5—2 года[19]. Модуль дооборудуют двумя каютами для космонавтов, заменят стыковочный агрегат с активного на пассивный и доработают системы управления движением и навигации, управления, телеметрии, связи и обеспечения теплового режима[20].
- 1 июня 2021 года в Ракетно-космическом центре «Прогресс» сообщили о завершении комплексных испытаний средств разделения и отделения составных частей сборочно-защитного блока (СЗБ) научно-энергетического модуля (НЭМ).[21]
- 31 августа 2021 года генеральный конструктор РКК "Энергия", руководитель полета российского сегмента МКС Владимир Соловьев сообщил СМИ, что в нынешней Федеральной космической программе финансирования на НЭМ на 2022-2023 гг не предусмотрено. В настоящее время с НЭМ все работы ведутся в рамках ранее выделенных РКК "Энергия" средств. В настоящее время идет прокладка трубопроводов для системы терморегулирования, готовятся динамические макеты для испытаний[22].
- 30 мая 2022 года глава Роскосмоса Дмитрий Рогозин сообщил СМИ, что госкорпорация представит в правительство варианты доработки НЭМ в качестве первого модуля Российской орбитальной служебной станции (РОСС). В рамках доработки необходимо создать для НЭМ дополнительный модуль, включающий блок гиродинов. Роскосмос не будет ждать окончания работы над эскизным проектом РОСС для того, чтобы начать работы по НЭМ, РКК "Энергия" в ближайшее время начнет готовить соответствующие документы. На данный момент НЭМ находится в высокой степени готовности[23].

## Запуск
- Согласно проекту Федеральной космической программы на 2016—2025 годы, запуск НЭМ к МКС был запланирован на 2019 год[24]. Модуль планировалось пристыковать к левому стыковочному узлу Узлового модуля «Причал».
- 31 августа 2018 года вице-премьер Юрий Борисов, выступая в РКК «Энергия» на открытии совещания по перспективам пилотируемой космонавтики, сообщил, что модуль планируется запустить в 2022 году[25] с помощью ракеты-носителя «Протон-М»[26].
- 13 ноября 2019 года во время выступления генерального директора РКК «Энергия» Николая Севастьянова на XIII Международной научно-практической конференции «Пилотируемые полёты в космос» были продемонстрированы слайды, из которых следует, что запуск НЭМ состоится только в 2023 году[27][28].
- 2 ноября 2020 года заместитель директора департамента пилотируемых космических программ Роскосмоса Владимир Данеев в ходе встречи, посвященной 20-летию полета МКС в пилотируемом режиме, сообщил, что запуск НЭМа планируется в 2024 году[29].
- 23 апреля 2021 года глава Роскосмоса Дмитрий Рогозин сообщил СМИ, что запуск модуля произойдет в конце 2025 года[30].
- 29 марта 2022 года по итогам встречи главы Роскосмоса Дмитрия Рогозина с представителями экспертного совета было сообщено, что перед РКК "Энергия" поставлена задача обеспечить готовность научно-энергетического модуля в 2025 году[31].

## Техническое оснащение
В комплексе использована цифровая система управления разработки РКК «Энергия», бортовая центральная вычислительная машина от НИИ «Аргон», аппаратура относительной навигации систем ГЛОНАСС и GPS, широкополосная система связи с использованием системы ретрансляции «Луч».

### Характеристики
В годовом отчете РКК «Энергия» за 2015 год НЭМ имел следующие характеристики: 
- Объем для научной аппаратуры и грузов — 15 м3, среднегодовая мощность — 18 кВт, мощность электроэнергии номинальным напряжением 120 В для РС МКС — 12 кВт.
- Солнечные панели американского сегмента станции могут вырабатывать от 84 до 120 кВт; установленная мощность Научно-энергетического модуля — около 50 кВт[2]. Доступная для потребителя — около 20 кВт в сутки[неизвестный термин], что полностью покроет нужды российского сегмента. Пока энергию для него поставляет только модуль «Звезда» (до 13,8 кВт), ещё 2,5 кВт должен будет вырабатывать модуль «Наука». Объём модуля — 92 кубометров. Это больше, чем даже вместе взятые модуль «Наука» (70 кубометров) и узловой модуль «Причал» (19 кубометров). Это позволит увеличить жизненное пространство для российских космонавтов почти на треть. Сейчас весь объём российского сегмента составляет чуть больше 203 кубических метров, в основном отданных под научное оборудование. Компоновка модуля позволяет перестраивать его под любые задачи прямо в полёте, например добавить полки для аппаратуры или дополнительную каюту для члена экипажа[33].
- КПД солнечных панелей модуля НЭМ составляет 28 % (лучшие мировые производители вышли на КПД около 38,5 % на производящихся изделиях, а на разрабатываемых достигли КПД уровня 43-44 %)[34].
- Вследствие того, что топливные баки модуля «Наука» будут одноразовыми, удержание МКС на орбите будет осуществляться модулем НЭМ. На нем будут и дополнительные баки, и двигатели для удержания станции на орбите[35].
- ИМБП РАН в своем экспертном заключении к эскизному проекту на НЭМ указал о необходимости создания санитарно-гигиенической зоны в составе НЭМ, включающей кабину для тепловых процедур (сауну), однако данное замечание не было принято[36].

## Применение
НЭМ является базовым модулем для всей станции.

## Происшествия
В мае 2018 с территории «РКК Энергии» ввиду отсутствия сигнализации неизвестными, заснятыми на камеру, были похищены 3 мешка плат, в том числе платы, необходимые для функционирования модуля, после чего воры сдали похищенное в пункт приёма цветного металла.

## Финансирование
- В 2012 году на разработку и создание модуля НЭМ-1 выделялись 15,15 млрд рублей из федерального бюджета.
- 12 декабря 2016 года "Роскосмос" на сайте госзакупок опубликовал конкурсную документацию на создание ракетно-космического комплекса «Протон-НЭМ». Начальная цена контракта — 3,8 млрд рублей. Комплекс должен быть создан до 25 ноября 2019 года[39].

### Госконтракты
1. Закупка № 4770238802716000254. «Создание Ракетно-космического комплекса „Протон-НЭМ“ (Шифр СЧ ОКР „МКС (Модули)“ — Протон-НЭМ)»